# Лосев, Семён Фёдорович
Семён Фёдорович Лосев (1914—1974) — сельскохозяйственный деятель, Герой Социалистического Труда (1971).

## Биография
Семён Лосев родился 31 августа 1914 года в деревне Афонино (ныне — Дубровский район Брянской области). Окончил семилетнюю школу и Слуцкий техникум животноводства, после чего работал зоотехником в Жуковском районе Брянской области и Казахской ССР. В 1937 году Лосев был призван на службу в Рабоче-крестьянскую Красную Армию. С первых дней Великой Отечественной войны — на её фронтах. Участвовал в Смоленском сражении, был ранен, попал в окружение, вступил в партизанский отряд имени Сергея Лазо, впоследствии выросший в партизанский полк, был в нём политруком роты. После освобождения Смоленской области находился на партийной и советской работе. В 1944—1945 годах был заместителем председателя Стодолищенского райисполкома. После окончания Московской областной партшколы работал инструктором Смоленского областного комитета КПСС, вторым секретарём Дорогобужского районного комитета КПСС. В 1951—1953 годах Лосев занимал должность заместителя начальника Смоленского областного управления сельского хозяйства, в 1953-1961 годах — председателя Всходского райисполкома.
С февраля 1961 года Лосев работал директором совхоза «Плосковский» в Починковском районе Смоленской области. Благодаря его усилиям совхоз превратился в одно из крупнейших льноводческих предприятий области.
Указом Президиума Верховного Совета СССР от 8 апреля 1971 года за «выдающиеся успехи в развитии сельскохозяйственного производства» Семён Лосев был удостоен высокого звания Героя Социалистического Труда с вручением ордена Ленина и медали «Серп и Молот».
Занимался общественной деятельностью, избирался членом областного комитета КПСС, депутатом районного и областного Советов народных депутатов. Проживал в деревне Мурыгино Починковского района, умер 29 марта 1974 года, похоронен в Мурыгино.
Был также награждён орденами Отечественной войны 2-й степени, Трудового Красного Знамени, «Знак Почета», рядом медалей.